# Pregitzer Fruzsina
Pregitzer Fruzsina (Budapest, 1959. június 18. –) Jászai Mari-díjas magyar színésznő, érdemes művész.

## Életpályája
1977–78-ban a Nemzeti Színház stúdiósa volt. 1978-ban jelentkezett a Színház- és Filmművészeti Főiskolára, ahol 1982-ben végzett. 1982–1989 között a Nemzeti Színházban, 1989–90-ben a Miskolci Nemzeti Színházban szerepelt. 1990 óta a nyíregyházi Móricz Zsigmond Színház tagja.

## Színházi szerepei
- Szakonyi Károly: Adáshiba....Bódogné
- Vörösmarty Mihály: Csongor és Tünde....Ilma
- Madách Imre: Az ember tragédiája....Második boszorkány és Helene
- Szép Ernő: Patika....Királynő
- Bertolt Brecht: A nevelő úr....Lise
  - A városok sűrűjében....Mae Garga
- Bródy Sándor: A medikus....Borcsa
- Kemény Zsigmond–Török Tamás: A rajongók....Lorántffy Zsuzsánna
- Euripidész: Oresztész....Argoszi asszonyok kara
- Szigligeti Ede: Liliomfi....Kamilla
- Henrik Ibsen: Kísértetek....Regina Engstrand
- Molière: Mizantróp....Arsinoé
- George Bernard Shaw: A szerelem ára....Szobalány
- Fekete Sándor: A Lilla-villa titka....Bözse
- Páskándi Géza: A szélmalom lakói....Annus
- Szakonyi Károly: Adáshiba....Saci
- Hubay Miklós: Tüzet viszek....Margit
- Arisztophanész: A nők diadala....Lanyito
- Szigligeti József: A vén bakancsos és fia a huszár....Lidi
- Szörényi Levente–Bródy János: István, a király....Enikő
- Euripidész: Trójai nők....Trójai nő
- William Shakespeare: A velencei kalmár....Nerissa
- Molière: Scapin furfangjai....Zerbinette
- Neil Simon: Sweet Charity....Nickie
- Molière: Tudós nők....Mari
- Tamási Áron: Énekes madár....Gondos Regina
- Fodor László–Lakatos László: Helyet az ifjúságnak....Sári
- Valentyin Katajev: Bolond vasárnap....Dundina
- Molière: Az úrhatnám polgár....Nicole
- O’Neil: Boldogtalan hold....Josie
- Szép Ernő: A vőlegény....Duci
- Bohumil Hrabal–Ivo Krobot: Szigorúan ellenőrzött vonatok....Mása
- Jerry Bock: Hegedűs a háztetőn....Cejtel
- Carlo Gozzi: A szarvaskirály....Angela
- Anton Pavlovics Csehov: Cseresnyéskert....Sarlotta Ivanovna
- Dale Wasserman: La Mancha lovagja....Aldonza
- Brecht–Kurt Weill: Koldusopera....Polly
- Csehov: Három nővér....Olga
- Peter Weiss: Jean-Paul Marat üldöztetése és meggyilkolása....Charlotte Corday
- Alfred Jarry: Übü király....Übü mama
- Ibsen: Nóra....Nóra
- John Osborne: Dühöngő ifjúság....Alison
- Füst Milán: A lázadó....Tini mama
- Remenyik Zsigmond: Vén Európa Hotel....Helén
- Szirmai Albert–Bakonyi Károly–Gábor Andor: Mágnás Miska....Marcsa
- Jean Genet: Cselédek....Claire
- Jókai Mór: A kőszívű ember fiai....Baradlayné
- Gyárfás Miklós: Tanulmány a nőkről....Gegucz Bálintné
- Eugen O'Neil: Holt fény....Josie Hogan
- Kornis Mihály: Halleluja....Demeterné
- Carlo Goldoni: Két úr szolgája....Beatrice
- Zerkovitz Béla: Csókos asszony....Hunyadiné
- Ibsen: Kísértetek....Regina Engstrand
- Georges Feydeau: Bolha a fülbe....Raymonde Chandebise
- William Somerset Maugham: Imádok férjhez menni
- Romhányi József: Hamupipőke....Aranyka, mostohatestvér
- Karinthy Frigyes: Minden másképp van
- Tennessee Williams: Orpheus alászáll....Vee Talbott
- Brandon Thomas: Charley nénje....Donna Lúcia
- Simon Gray: Kicsengetés....Melanie Garth
- Krúdy Gyula: A vörös postakocsi....Montmorency kisasszony
- Verebes István: Régi idők szocija
- Móricz Zsigmond: Tündérkert....Károlyi Zsuzsanna
- Eisemann Mihály–Szilágyi László: Én és a kisöcsém
- Hirson: Pippin....Catherine
- Stephen Tebelak: Godspell
- Goldoni: A chioggia-i csetepaté....Orsetta
- La Fontaine: A holló és a róka, avagy születésnapi próba....Madame La Fontaine
- Brecht: Kaukázusi krétakör....Szakácsnő
- Alekszandr Nyikolajevics Osztrovszkij: Erdő....Ulita
- Szép Ernő: Patika....Patikusné
- Thomas Dylan: Ébren álmunk erdejében....Csöcsös Rozi, vízbefúlt kísértet
- Goldoni: Terecske....Gasparina
- Kompolthy Zsigmond: Egy cziffra nap....Lotyó Sári, szajha
- Jean Poiret: Kellemes húsvéti ünnepeket....Madame Walter
- Ray Cooney: A miniszter félrelép....Miss Foster, ápolónő
- Forgách András: Móricz szerelmei....Janka
- John Updike: Eastwicki boszorkányok....Felicia
- Ray Cooney: Család ellen nincs orvosság....Jane Tate
- Molnár Ferenc: Liliom....Muskátné
- Manuel Buňo: Esztrád sokk
- Kálmán Imre: Csárdáskirálynő....Cecília
- Gádor Béla: Othello Gyulaházán....Pötyike, súgó
- Móricz Zsigmond: Annuska....Sógorasszony
- Gabriel García Márquez: Száz év magány....Visitacion
- Erdős Virág: Merénylet
- Mihail Bulgakov: A Mester és Margarita....Szokova
- Jeli Viktória–Stevanyik András: A kelekótya tündér....A kelekótya tündér
- Szép Ernő: Kávécsarnok
- Borisz Paszternak–Szikora János: Doktor Zsivágó....Sura Slezinger
- Ruzante: Ruzante megtér a hadból....Gnua
- Niccolò Machiavelli: Mandragora....Énekesnő

### Önálló estjei
- Kicsi faluból való
- Táncreakció
- Nem viccelek, csak játszom (2007)
- Legyen világosság

## Filmszerepei

### Játékfilmek
- Mephisto (1981)
- Vőlegény (1982)
- Házasság szabadnappal (1984)
- Napló szerelmeimnek (1987)
- Találkozás Vénusszal (1990)
- A csalás gyönyöre (1992)

### Tévéfilmek
- A filozófus (1980)
- Családi kör (1981)
- Válás szabadnappal (1983)
- Egymilliárd évvel a világvége előtt (1983)
- Mozart (1984)
- Szálka hal nélkül (1984)
- Vásár (1986)
- Peer Gynt (1988)
- Amerikából jöttem (1988)
- Csere Rudi (1988)
- Égető Eszter (1989)
- A főügyész felesége (1990)
- Szomszédok (1993–1999)
- Kisváros (2001)

## Díjai, elismerései
- Rajz János-díj (1986, 1989)
- Gyermekszínházi Fesztivál - legjobb női epizódalakítás (1987)
- Farkas–Ratkó-gyűrű (1987)
- Domján Edit-díj (1993)
- Jászai Mari-díj (1994)
- Magyar Stúdiószínházi Fesztivál - különdíj a Halleluja c. előadásban nyújtott színészi alakításért (2001)
- Móricz-gyűrű (2012)
- Érdemes művész (2022)[2]
- Fedák Sári-díj (2022)